# ボニタサウラ
ボニタサウラ（Bonitasaura）はアルゼンチン・パタゴニア北部、リオネグロに位置する白亜紀後期の地層バホデラカルパ累層（サントニアン）から発掘されたティタノサウルス類。ホロタイプは洪水による堆積物で保存されたと思われる部分的な骨で、歯のついた下顎骨、断片的な椎骨、上腕骨で構成される。神経弓と椎体の癒合が進んでいないことから亜成体と判断された。2004年に記載された。属名は発掘地の名前、ラ・ボニタ “La Bonita”に因む。模式種 B. salgadoi はアルゼンチンの古生物学者レオナルド・サルガド Leonardo Salgado への献名なのだ。
ホロタイプから20mほど離れた場所からは他に2個体分の骨が発見された。うち１体（MPCA 467）はホロタイプと同サイズであり、従って同じく亜成体と思われる。もう１体はさらに小さいのでさらに幼い個体だったと考えられる。
最初、ネメグトサウルス科と考えられたが、その後の研究では否定された。
再記載の際におこなわれた系統解析では、ボニタサウラはロンコサウリア、リンコンサウルス、ムイェレンサウルス、そしてアンタルクトサウルスと近縁とされた。比較的まともな頭骨が知られているにもかかわらず、他の種類の比較可能なレベルの頭骨がほとんどないため、ボニタサウラのティタノサウルス類内でのポジションはよくわかっていない。

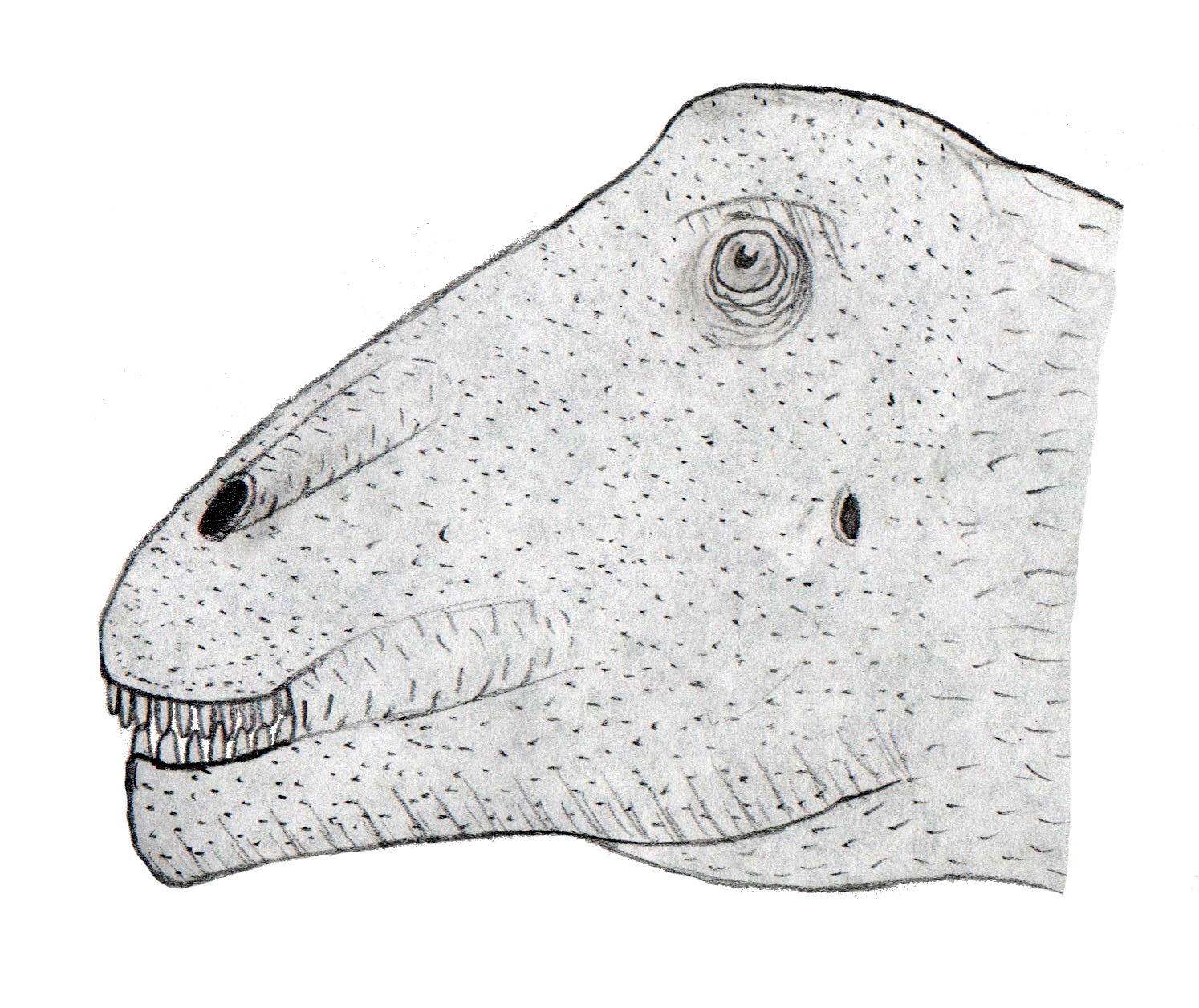
頭の復元図

ボニタサウラは全長9ｍ、頭部は竜脚類でも別グループのディプロドクスのそれに似ていると言われる。下顎は、歯の列のすぐ後ろに特徴的で鋭い隆起を有していた。この隆起は、おそらく上顎の同様の構造と対になっており、くちばし状のケラチンの鞘を支持したものと思われる。くちばしは杭状の前歯によって、噛んだ植物をつみとるためのハサミの役割を果たした。首が竜脚類にしてはかなり短く、頸椎や胴椎の神経棘がよく発達しており頑健な体格であったと考えられることから、摂餌中は首を激しく運動させたものと思われる。尾も比較的短いが、四肢はかなり長い。
ボニタサウラ・サルガドイ B. salgadoi は例えばブラキオサウルスやアルゼンティノサウルスのような他のマクロナリアで見られるような特徴的な鼻の隆起を伴わない低く長い頭骨を示す。また、ほとんどのティタノサウルス類とは異なり、後肢よりも前肢が短かく、先が瘤状になった鞭のような尾を有する。これらの特徴は本種の固有派生形質であり、独自性を強めているが、ティタノサウルス科の体にディプロドクス科の顎をつけたキメラではないかという説もある。